# Kontrollarbeit
Kontrollarbeiten fanden in der Einheitsschule der DDR bis Mitte der 1950er Jahre ab der Klasse 5 statt.
Es handelte sich hierbei um zentrale Klassenarbeiten, die verpflichtend zu Beginn des Februars eines jeden Schuljahres unter Klausur zu schreiben waren. Geprüft wurde in den Fächern Deutsche Sprache, Mathematik und Russisch. Sämtliche Themen und Aufgabenstellungen wurden vom Ministerium für Volksbildung geplant, begutachtet und vorgegeben. Während in den unteren Klassen lediglich der Stoff des zurückliegenden Schulhalbjahres bzw. Schuljahres zum Diskurs stand, konnten die Kontrollarbeiten in der 8. Klasse den Stoff der zwei zurückliegenden Schuljahre abverlangen, in der 9. Klasse den Stoff dreier Schuljahre, in der 10. Klasse den Stoff von vier Schuljahren, in der 11. Klasse den Stoff von fünf Schuljahren und in der 12. Klasse den Stoff von sechs Schuljahren. Für sorbische Schulen ergingen gesonderte Weisungen.

## Grundschule
Unter Klausur mussten absolviert werden:
- im 5. Schuljahr
Deutsche Sprache (Diktat) in 45 Minuten
Mathematik in 60 Minuten
- im 6. Schuljahr
Deutsche Sprache (Diktat) in 45 Minuten
Mathematik in 90 Minuten
- im 7. Schuljahr
Deutsche Sprache (Diktat) in 45 Minuten
Mathematik in 90 Minuten
- im 8. Schuljahr
Deutsche Sprache (Diktat) in 45 Minuten
Deutsche Sprache (Satzanalyse) in 60 Minuten
Mathematik in 90 Minuten
Russisch (Übersetzung) in 90 Minuten

## Zehnklassenschule und Oberschule
Unter Klausur mussten absolviert werden:
- im 9. Schuljahr
Deutsche Sprache (Diktat) in 45 Minuten
Mathematik in 120 Minuten
- im 10. Schuljahr
Deutsche Sprache (Aufsatz) in 180 Minuten
    B-Klassen: Mathematik in 120 Minuten
    A- und C-Klassen: Russisch (Übersetzung) in 120 Minuten
- im 11. Schuljahr
Deutsche Sprache (Aufsatz) in 240 Minuten
    B-Klassen: Mathematik in 180 Minuten
    A- und C-Klassen: Russisch (Übersetzung) in 120 Minuten
- im 12. Schuljahr
Deutsche Sprache (Aufsatz) in 240 Minuten
    B-Klassen: Mathematik in 240 Minuten
    A- und C-Klassen: Russisch (Übersetzung) in 120 Minuten

## Bedeutung
Wie die Versetzungsprüfungen dienten die Kontrollarbeiten als Mechanismus, das Leistungsprinzip so weitreichend wie möglich in der Einheitsschule zu etablieren und zu garantieren. Es konnten die Handhabbarkeit, die didaktische Planung und die Erfüllung der Lehrpläne überprüft werden. Beobachtungen über das fachliche Niveau von Schule und Schülern wurden möglich, sowie Rückschlüsse zur Stofffülle, zur Methodik und zum Zusammenwirken der verschiedenen Stufen der demokratischen Einheitsschule. Den Richtlinien zur Bewertung der Klausuren war vom Ministerium für Volksbildung eine Liste von Fragen angehängt, die jeder beteiligte Lehrer offen und ehrlich beantworten sollte, um dem Ministerium Unwägbarkeiten in der Praxis vor Augen zu führen, so dass künftige Verbesserungen der Lehrpläne und der Lehre erreicht werden konnten. Die statistische Auswertung der Kontrollarbeiten erfolgte umfassend und lieferte umfangreiche, verlässliche, detaillierte Informationen über das Schulsystem bzw. dessen Strukturen. Später flossen diese wertvollen Erfahrungen in den Fortschritt der Einheitsschule ein. So gründet sich beispielsweise die große Reform von 1959, einschließlich des Lehrplanwerks der polytechnischen Oberschule, erheblich auf die Datenbasis, die die langjährigen Leistungsevaluationen in Form der Kontrollarbeiten und Versetzungsprüfungen erbrachten.